# Kleptochthonius polychaetus
Espèce
Kleptochthonius polychaetus est une espèce de pseudoscorpions de la famille des Chthoniidae.

## Distribution
Cette espèce est endémique de Virginie aux États-Unis. Elle se rencontre dans le parc national de Shenandoah dans le comté de Page.

## Description
Le mâle holotype mesure 1,85 mm, les mâles mesurent de 1,70 à 1,85 mm et les femelles de 2,00 à 2,35 mm.

## Publication originale
- Muchmore, 1994 : Three unusual new epigean species of Kleptochthonius (Pseudoscorpionida: Chthoniidae). Jeffersoniana, no 6, p. 1-13 (texte intégral).